# Grigorij Rasputin
Grigorij Jefimovič Rasputin (rus. Григорий Ефимович Распутин, Pokrovskoje, 10. siječnja 1869. – Sankt Peterburg, 30. prosinca 1916.), ruski svećenik, mistik i vidovnjak. Ostvario je veliki utjecaj u carskoj Rusiji, jer je postao čovjek od povjerenja na dvoru ruskog cara Nikole II.
Rasputin je rođen u seljačkoj obitelji u sibirskom selu Pokrovskoje u Tjumenskom okrugu Tobolske gubernije (danas okrug Jarkovski u Tjumenskoj oblasti). Imao je vjersko obraćenje nakon što je hodočastio u samostan 1897. godine. Opisan je kao redovnik ili kao "strannik" (skitnica ili hodočasnik), iako nije imao službenu poziciju u Ruskoj pravoslavnoj crkvi. Otputovao je u Sankt Peterburg 1903., gdje je zarobio neke crkvene i društvene vođe. Postao je poznat u Sankt Petersburgu, te 1905. godine upoznao cara Nikolu II. i caricu Aleksandru.
Krajem 1906. Rasputin je krenuo raditi kao iscjelitelj jedinog carevog sina, Alekseja, koji je bolovao od hemofilije. Na dvoru su ljudi o njemu imali podijeljena mišljenja. Neki Rusi su ga vidjeli kao mistika, vizionara i proroka, a drugi kao religioznog šarlatana. Vrhunac Rasputinove moći bio je 1915. godine kada je Nikolaj II napustio Sankt Peterburg kako bi nadgledao ruske vojske koje su se borile u Prvom svjetskom ratu, povećavajući i Aleksandrin i Rasputinov utjecaj. Međutim, ruski porazi su se povećavali tijekom rata, a i Rasputin i Aleksandra postajali su sve nepopularniji. U ranim jutarnjim satima 30. prosinca 1916., Rasputina je ubila skupina konzervativnih plemića koji su se protivili njegovom utjecaju na Aleksandru i Nikolu.
Povjesničari često sugeriraju da je Rasputinova skandalozna i zlokobna reputacija pomogla diskreditirati carsku vladu i tako ubrzati svrgavanje dinastije Romanov nekoliko tjedana nakon što je ubijen. Izvještaji o njegovom životu i utjecaju često su se temeljili na pričama i glasinama. Ipak, on i dalje ostaje tajanstvena i zadivljujuća figura u popularnoj kulturi.